# Chiesa di Santa Maria del Sole (Roma)
La chiesa di Santa Maria del Sole era una chiesa di Roma, nel rione Ripa, in piazza Bocca della Verità, ricavata nel tempio di Ercole Vincitore. Con il recupero del monumento antico la chiesa è stata sconsacrata.

## Storia
La più antica menzione di questa chiesa si trova in una bolla d'Innocenzo II del 27 ottobre 1140. Essa infatti venne costruita nel XII secolo, su interessamento della famiglia Savelli, utilizzando il colonnato esterno del Tempio di Ercole Vincitore, lungo le sponde del Tevere, e fu intitolata a Santo Stefano, cui si aggiunse ben presto l'appellativo Rotondo, per la peculiarità della costruzione; questo portò, nei secoli successivi, a confonderla con l'omonima chiesa al Celio. Dal XVI secolo è chiamata anche Santo Stefano delle carrozze, dal nome dell'omonima via che da questa chiesa portava alla chiesa di Santa Galla, ora non più esistente.
Intorno all'origine del toponimo, l'Armellini riporta questa leggenda:
L'immagine miracolosa fu poi trasportata nella vicina chiesa di Santo Stefano Rotondo, che in seguito mutò il proprio nome in quello di Santa Maria del Sole, appellativo regolarmente attestato dai documenti della metà del XVII secolo.
Nei primi anni del XIX secolo la chiesa fu restaurata dal Valadier. Alla fine del secolo essa venne sconsacrata e fu ripristinato l'antico tempio romano, con la rimozione degli ornamenti interni e delle pareti in muratura.

## Arte
L'opera di trasformazione in chiesa cristiana comportò il rifacimento del tetto e la costruzione di un muro tra le venti colonne del portico.
All'interno dell'edificio si conserva ancora oggi una targa marmorea con la dedica della chiesa alla Madonna. Vi si trovano pure alcuni resti di affreschi del XV secolo raffiguranti Dio Padre, Gesù, alcuni martiri; ed un altro che raffigura Maria con il bambino.